# 萊爾巴赫河 (施特倫德河支流)
50°59′05″N 7°07′21″E / 50.984621°N 7.122560°E

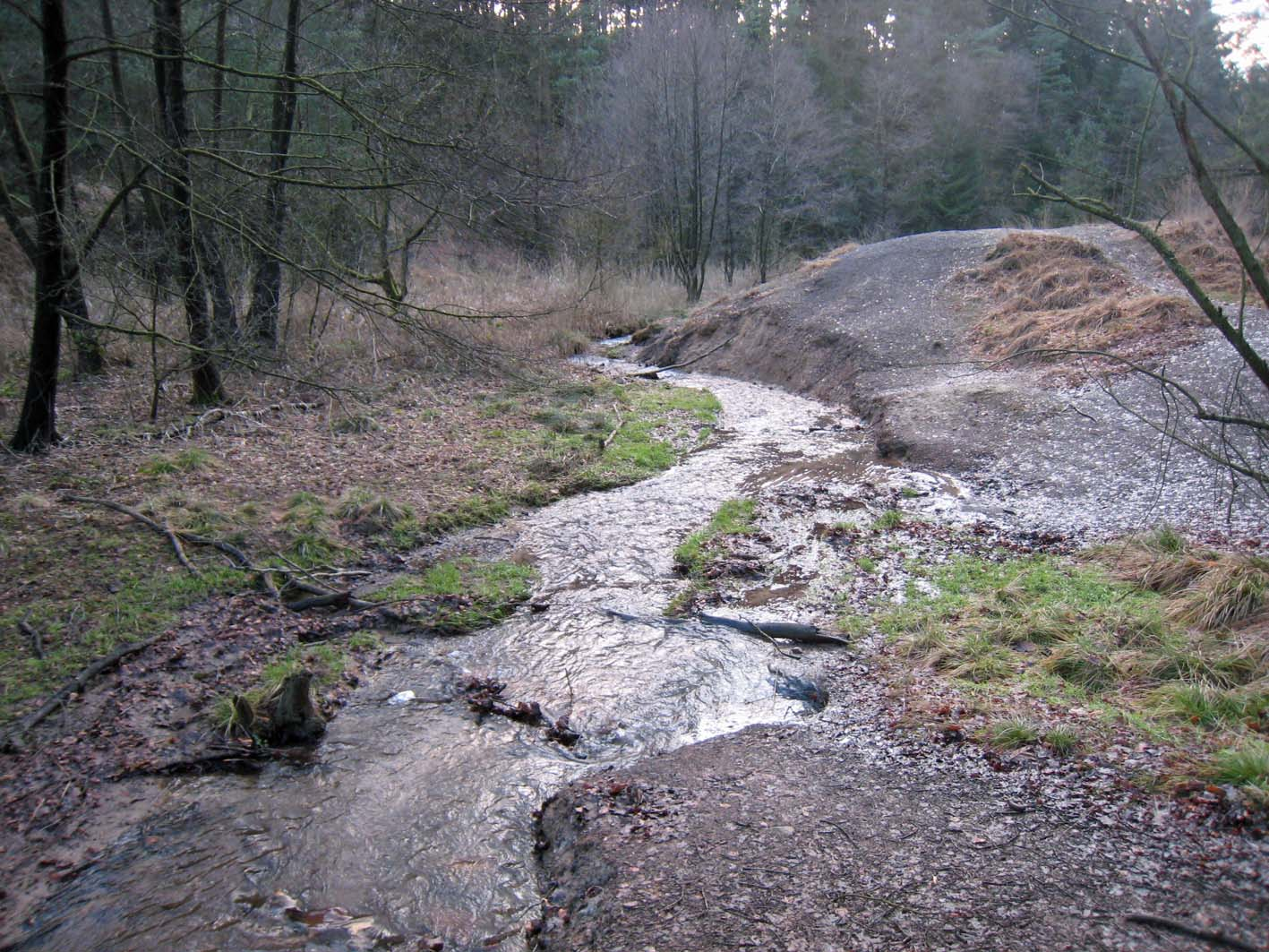

萊爾巴赫河（德語：Lerbach），是德國的河流，位於該國西部，處於北萊茵-威斯特法倫州，屬於施特倫德河的支流，河道全長5.4公里，流域面積4.1平方公里。